# Exoprosopa thomae
Exoprosopa thomae är en tvåvingeart som beskrevs av Fabricius 1805. Exoprosopa thomae ingår i släktet Exoprosopa och familjen svävflugor. Inga underarter finns listade i Catalogue of Life.